# Patrick Rimbert
Pour les articles homonymes, voir Rimbert.
Patrick Rimbert, né le 20 juillet 1944 à Blain (Loire-Inférieure), est un homme politique français, membre du Parti socialiste.

## Biographie
Fils d'une mère irlandaise et d'un père français, Patrick Rimbert, après des études d'économie à Nantes, Rennes et Paris, exerce les fonctions d'auditeur dans le domaine de la gestion avant d'être nommé maître de conférences à l'université en 1975.
Louveteau puis scout, il rejoint la Jeunesse étudiante chrétienne (JEC), dont il devient responsable fédéral. Il adhère à l'Union nationale des étudiants de France (UNEF) puis devient secrétaire général de la Mutuelle nationale des étudiants de France (MNEF).

### Parcours politique
Patrick Rimbert est brièvement affilié dans sa jeunesse au Parti communiste, puis au PSU, avant de rejoindre le Parti socialiste en 1978.
Il fait partie de l'équipe municipale du maire de Nantes Jean-Marc Ayrault dès l'accession de celui-ci à la mairie en 1989. Il occupe les postes d'adjoint chargé des travaux, puis de l'urbanisme, avant d'accéder à la fonction de premier adjoint en 2001. Il est conseiller général de Loire-Atlantique de 1992 à 2001.
Il est également élu député le 1er juin 1997, pour la XIe législature (1997-2002), dans la première circonscription de la Loire-Atlantique, et devient membre de la Commission de la production et des échanges de l'Assemblée nationale. Il est notamment le rapporteur du projet de loi relative à la solidarité et au renouvellement urbains (SRU). En 2001, il est pressenti pour occuper le poste de secrétaire d’État au logement à la suite du départ de Louis Besson, poste qui échoit finalement à Marie-Noëlle Lienemann.
Il est battu cinq ans plus tard aux élections législatives par Jean-Pierre Le Ridant, et retourne alors à ses fonctions d'enseignement en IUT en tant que maître de conférences d'économie, tout en conservant ses fonctions de premier adjoint au maire de Nantes.
Nommé Premier ministre le 15 mai 2012, Jean-Marc Ayrault démissionne de ses fonctions de maire de Nantes. Patrick Rimbert lui succède alors par intérim à la tête de la municipalité le 21 juin, puis se fait élire maire de Nantes par le conseil municipal le 29 juin suivant.
En mai 2013, Patrick Rimbert annonce qu'il ne sollicitera pas de nouveau mandat de maire en vue des élections municipales de mars 2014, laissant ainsi à sa première adjointe Johanna Rolland, le soin de conduire la liste socialiste, laquelle obtient à l'issue du second tour, la majorité absolue avec 56,21 % des voix et remporte 51 des 65 sièges à pourvoir au conseil municipal. Le 4 avril 2014 le nouveau conseil municipal sorti des urnes élit cette dernière comme nouveau maire.
Le 14 janvier 2015, Patrick Rimbert, est élu président de l’Agence d’urbanisme de la région nantaise (AURAN).

### Actions locales
En tant que premier adjoint, Patrick Rimbert est chargé de deux grands projets de régénération urbaine concernant les quartiers de Malakoff et de l'Île de Nantes[réf. nécessaire]. Il est particulièrement impliqué dans deux programmes européens de développement industriel et urbain : REVIT (rénovation urbaine) et ECCE 1 & 2 (industries créatives)[réf. nécessaire]. Vice-président de la communauté urbaine Nantes Métropole, chargé de l'attractivité internationale, membre du Conseil politique de Nantes Capitale verte européenne 2013, il préside plusieurs délégations de haut niveau (Hambourg et Bruxelles, 2011)[réf. nécessaire].
À partir de 2007, il préside Nantes Habitat, l'office public des HLM de la ville de Nantes.
En janvier 2015, il prend  également la présidence de l'Agence d’urbanisme de la région nantaise (AURAN) succédant à l'ancien maire de Rezé Jacques Floch.

## Mandats
- 1989-2014 : conseiller municipal de Nantes
- 1992-2001 : conseiller général du canton de Nantes-7
- 1997-2002 : député de la première circonscription de la Loire-Atlantique
- 1989-2001 : adjoint au maire de Nantes
- 2001-2012 : 1er adjoint au maire de Nantes
- 2012-2014 : maire de Nantes

## Autres fonctions
- Depuis 2001 : vice-président de Nantes Métropole chargé de l'attractivité internationale
- Depuis 2007 : président de  l'office public des HLM de la ville de Nantes, Nantes Habitat [11].
- Depuis 2015 : président de l’Agence d’urbanisme de la région nantaise (AURAN)